# (4697) Novara
(4697) Novara est un astéroïde de la ceinture principale.

## Description
(4697) Novara est un astéroïde de la ceinture principale. Il fut découvert le 26 août 1986 à La Silla par Henri Debehogne. Il présente une orbite caractérisée par un demi-grand axe de 2,44 UA, une excentricité de 0,17 et une inclinaison de 1,7° par rapport à l'écliptique.

## Compléments